# Jack Nitzsche
Jack Nitzsche, geboren als Bernard Alfred Nitzsche (Chicago, 22 april 1937 – Los Angeles, 25 augustus 2000) was een Amerikaans pianist, componist, muziekproducent en arrangeur.

## Biografie
Nitzsche groeide op in Chicago en verhuisde later met zijn familie naar Los Angeles. Hij volgde pianoles en studeerde muziek op college, waarna hij bij verschillende platenlabels werkte, voornamelijk als arrangeur. Vanaf 1962 schreef hij vele arrangementen voor de producer Phil Spector, onder meer voor The Ronettes. Hij maakte ook arrangementen voor The Monkees, Randy Newman en The Rolling Stones (Nitzsche speelde ook nog piano op de Stonessingles You Can't Always Get What You Want en Let's Spend the Night Together). Van 1969 tot 1971 speelde hij tevens piano in Crazy Horse en nadien in The Stray Gators, de begeleidingsband van Neil Young. Hij produceerde mede het album Harvest van Neil Young.
In de jaren 1970 werd hij ook bekend als componist van filmmuziek; hij maakte onder meer de muziek voor Performance (1970), The Exorcist (1973) en One Flew Over the Cuckoo's Nest (1975). Hij kreeg hiervoor enkele Oscarnominaties in de categorie beste muziek en beste song.
Hij produceerde ook enkele albums van Mink DeVille (Mink DeVille / Cabretta, Coup de grâce, Return to Magenta).
Nitzsche raakte verslaafd aan drugs. Zijn relatie met Neil Young verslechterde en hij werd in 1979 gearresteerd nadat hij zijn vriendin, actrice Carrie Snodgress (die voorheen met Neil Young was) met een wapen had aangevallen en verwond. Hij werd veroordeeld tot een voorwaardelijke straf.
In 1982 won hij een Oscar en een Golden Globe Award voor beste filmsong als co-auteur van Up Where We Belong (samen met Buffy Sainte-Marie en Will Jennings).
Nitzsche was tweemaal gehuwd, eerst met Gracia Ann May, een voormalig lid van de Phil Spector-meidengroep The Blossoms, en later met Buffy Sainte-Marie. Hij stierf in een ziekenhuis in Los Angeles aan de gevolgen van een longontsteking.

## Filmografie
- 1965: Village of the Giants
- 1970: Performance
- 1972: Greaser's Palace
- 1973: Sticks and Bones
- 1975: Moment to Moment
- 1975: One Flew Over the Cuckoo's Nest
- 1977: Heroes
- 1978: Blue Collar
- 1979: When You Comin' Back, Red Ryder?
- 1979: Hardcore
- 1980: Cruising
- 1980: Heart Beat
- 1981: Cutter's Way
- 1982: Personal Best
- 1982: Cannery Row
- 1982: An Officer and a Gentleman
- 1983: Without a Trace
- 1983: Breathless
- 1984: Windy City
- 1984: The Razor's Edge
- 1984: Starman
- 1985: The Jewel of the Nile
- 1986: Nine 1/2 Weeks (aka 9 1/2 Weeks)
- 1986: Stand by Me
- 1986: The Woopee Boys
- 1986: Streets of Gold
- 1988: The Seventh Sign
- 1989: Next of Kin
- 1990: Revenge
- 1990: The Last of the Finest
- 1990: The Hot Spot
- 1990: Mermaids
- 1991: The Indian Runner
- 1994: Blue Sky
- 1995: The Crossing Guard

Als filmcomponist ook gewerkt aan:
- 1973: The Exorcist (additioneel componist)

## Prijzen met nominaties

### Academy Awards
| Jaar | Titel                           | Categorie                             | Uitslag     |
| ---- | ------------------------------- | ------------------------------------- | ----------- |
| 1976 | One Flew Over the Cuckoo's Nest | Beste dramatische filmmuziek          | Genomineerd |
| 1983 | An Officer and a Gentleman      | Beste filmsong ("Up Where We Belong") | Gewonnen    |
| 1983 | An Officer and a Gentleman      | Beste filmmuziek                      | Genomineerd |

### Golden Globe Awards
| Jaar | Titel                      | Categorie                             | Uitslag     |
| ---- | -------------------------- | ------------------------------------- | ----------- |
| 1983 | An Officer and a Gentleman | Beste filmsong ("Up Where We Belong") | Gewonnen    |
| 1985 | Starman                    | Beste filmmuziek                      | Genomineerd |

### Grammy Awards
| Jaar | Titel                           | Categorie                                            | Uitslag     |
| ---- | ------------------------------- | ---------------------------------------------------- | ----------- |
| 1977 | One Flew Over the Cuckoo's Nest | Beste album van muziek voor film of televisiespecial | Genomineerd |

- Bibsys: 3029999
- Biblioteca Nacional de España: XX838478
- Bibliothèque nationale de France: cb13931565z (data)
- CiNii: DA13300131
- Gemeinsame Normdatei: 103929673
- International Standard Name Identifier: 0000 0001 1020 6852
- Library of Congress Control Number: n87117613
- Nationale Bibliotheek van Letland: 000087911
- MusicBrainz: 28a20b09-5ef7-4f81-878a-a5d8aef5ab1c
- Bibliotheek van het Japanse parlement: 001164919
- Nationale Bibliotheek van Tsjechië: xx0111224
- Nationale Bibliotheek van Israël: 987007441257405171
- Nederlandse Thesaurus van Auteursnamen: 070769796
- SNAC: w6fz1ff3
- Système universitaire de documentation: 083048227
- Virtual International Authority File: 7577332
- WorldCat: E39PBJmTvkGrqXhrgdwHH4kYyd